# Tatort: Wohnheim Westendstraße
Der Fall Wohnheim Westendstraße ist der 63. Fernsehfilm der Krimireihe Tatort. Vom Bayerischen Rundfunk produziert, wurde die Episode am 9. Mai 1976 im Ersten Programm der ARD erstmals ausgestrahlt. Es handelt sich um den 7. Fall von Kommissar Veigl, dargestellt von Gustl Bayrhammer.

## Handlung
Die italienischen Gastarbeiter Ernesto Legrenzi, Cesare Dall’ Antonio, Carmelo Alberti, Romano Darfú und Francesco Lirati bewohnen gemeinsam ein Zimmer im Gastarbeiter-Wohnheim in der Münchner Westendstraße. Sie arbeiten alle für eine Firma, die fast ausschließlich Arbeiten am Schienennetz der Deutschen Bundesbahn ausführt. Eines Nachts tragen Ernesto, Cesare, Carmelo und Romano einen Schrank mit der Leiche ihres Kollegen Francesco aus dem Wohnheim und verfrachten ihn auf das Dach eines Pkw. Dabei werden sie von dem türkischen Gastarbeiter Murat Bugra, der im selben Stockwerk des Heimes wohnt, beobachtet. Ernesto Legrenzi hat ein Verhältnis mit der deutschen Kellnerin Eva, die wiederum zuvor mit Murat Bugra liiert war, die Verbindung dann aber beendet hatte. Murat Bugra möchte Eva zurückgewinnen.
Am nächsten Morgen wird die Leiche von Francesco Lirati zwischen den Gleisen einer Bundesbahnbaustelle im Vorfeld des Münchner Hauptbahnhofs gefunden. Zunächst sieht alles nach einem Arbeitsunfall aus. Anscheinend hatte Francesco beim Erden der seiner Meinung nach bereits abgeschalteten Oberleitung mit einer defekten Erdungsstange die noch Strom führende Oberleitung berührt und war durch den Stromstoß getötet worden. Doch schnell stellt die Gerichtsmedizin fest, dass Francesco Lirati nicht morgens am Bahngleis gestorben ist, sondern schon mindestens zehn Stunden vorher zu Tode kam.
Der vor Kurzem zum Kriminalhauptkommissar beförderte Veigl nimmt die Ermittlungen auf. Gerade zu diesem Zeitpunkt muss er seinen Assistenten Lenz vorübergehend an das Kommissariat Schwarzarbeit abstellen. Mit seinem zweiten Assistenten Brettschneider und der Dolmetscherin Welponer verhört Veigl alle im Wohnheim wohnenden Gastarbeiter. Doch er kommt nicht recht weiter, die Männer können ihm keine näheren Informationen liefern. Auch Murat Bugra schweigt über seine Beobachtungen. Als die Kommissare das Wohnheim verlassen haben, lockt Murat Bugra Ernesto Legrenzi in den Waschraum und versucht diesen zu erpressen. Wenn er ihm Eva zurückgeben würde, würde er seine Beobachtungen nicht an Kommissar Veigl weitergeben. Doch Ernesto denkt nicht daran, sich von Eva zu trennen. Es kommt zu einem Handgemenge zwischen den beiden Männern, in dessen Verlauf Ernesto Murat niederschlägt. Murat wird durch den Sturz schwer verletzt, überlebt aber. In Panik flüchtet Ernesto und versteckt sich bei Eva.
Auch die weiteren Vernehmungen im Wohnheim bringen Kommissar Veigl nicht weiter. Die italienischen Gastarbeiter schweigen sich über das tatsächliche Geschehen aus, weil sie glauben, dass die Witwe des getöteten Kollegen, die inzwischen in München eingetroffen ist, keine Rente erhalten würde, wenn die wirklichen Geschehnisse bekannt würden. Dieses wurde ihnen vom Vorarbeiter ihrer Firma, Winninger, erklärt, der die fünf italienischen Gastarbeiter zur Schwarzarbeit an einem privaten Hausbau vermittelt hat.
Kommissar Veigl kommt der Zufall zu Hilfe. Der abgestellte Kommissar Lenz berichtet von einer kontrollierten Schwarzbaustelle, auf der eine größere Menge Baumaterial der Deutschen Bundesbahn gefunden wurde. Gibt es eventuell einen Zusammenhang? So recht glaubt Kommissar Veigl nicht an diesen Zufall, daher macht er sich mit Assistent Brettschneider auf den Weg und beobachtet aus sicherer Entfernung die Baustelle. Tatsächlich entdecken sie drei der Italiener aus dem Wohnheim, die auf der Baustelle arbeiten. Kommissar Brettschneider, der die Italiener im Wohnheim nicht verhört hat, wird, als Aushilfsarbeiter getarnt, auf die Baustelle eingeschleust und erhält dort einige spärliche Informationen, die darauf schließen lassen, dass der getötete Francesco möglicherweise auf dieser Schwarzbaustelle ums Leben kam. Doch bevor Brettschneider endgültige Beweise erhält, muss er fliehen, da plötzlich Winninger auftaucht. Der dubiose Vorarbeiter bemerkt, dass man ihm auf die Schliche kommt, und beseitigt sämtliches Baumaterial der Bundesbahn.
Inzwischen sorgen sich die Italiener wegen ihres spurlos verschwundenen Kollegen Ernesto Legrenzi. Der von Eifersucht und Rachegelüsten getriebene Murat Bugra hat sich eine Pistole besorgt und hält sich inzwischen vor dem Wohnhaus von Eva auf. Er will sich an Ernesto für die erlittene Verletzung rächen. Eva sucht in Panik das Kommissariat auf und verlangt Kommissar Veigl zu sprechen. Dieser hat aber gerade Besuch von Cesare Dall’ Antonio, der den psychischen Druck nicht mehr aushält und Kommissar Veigl endlich die wahren Umstände des Todes von Francesco Lirati berichtet. Francesco ist bei der Arbeit auf der Schwarzbaustelle durch einen falsch gezeichneten Bauplan mit dem Presslufthammer auf eine Starkstromleitung gestoßen und kam dabei durch einen Stromschlag ums Leben. Eva lässt sich nicht länger zurückhalten und stürmt in das Büro von Kommissar Veigl und teilt ihm mit, dass Murat Bugra, mit einer Pistole bewaffnet, Ernesto Legrenzi nach dem Leben trachtet. Die Kommissare rasen sofort zum Wohnhaus von Eva. Dort hat Murat Bugra inzwischen Ernesto Legrenzi aus der Wohnung gelockt. Die Männer befinden sich in der Tiefgarage und Murat Bugra versucht, Ernesto Legrenzi zu erschießen. Dieser rettet sich jedoch zwischen die parkenden Fahrzeuge. Nach einem kurzen Schusswechsel mit den Beamten ergibt sich Murat Bugra schließlich.

## Hintergrund
Das Drehbuch von Rosendorfer basiert auf den Themen eines 1958 geschriebenen und 1960 im italienischen Rundfunk gesendeten Hörspiels, das von Luigi Squarzina verfasst wurde. Das Hörspiel Il pantografo erschien 1972 in deutscher Übersetzung im Reclam-Verlag unter dem Titel Der Unfall.
Ab dieser Tatort-Folge trugen Veigl und seine Kollegen neue Amtsbezeichnungen. Die Serienmacher spiegeln damit die seinerzeit aktuelle Entwicklung bei den bundesdeutschen Länderpolizeien wider. Aus Kriminaloberinspektor Veigl wurde nun Kriminalhauptkommissar Veigl (was zudem eine Beförderung Veigls impliziert, da ein KOI in Besoldungsgruppe A10 eingestuft war, ein KHK aber in A11 oder A12). Gleichzeitig rückt Kriminaloberwachtmeister Lenz zum Kriminalhauptmeister auf, während Kriminalwachtmeister Brettschneider zum Kriminalobermeister avanciert; beide überspringen dabei jeweils drei „Dienstgrade“ bzw. Besoldungsgruppen. Dies verweist auf die Mitte 1975 erfolgte Abschaffung des Einfachen Dienstes in den Länderpolizeien, als sämtliche Wacht-, Oberwacht- und Hauptwachtmeister sofort zu Polizei- bzw. Kriminalmeistern befördert wurden.